# 佐藤まゆみ (女優)
佐藤 まゆみは、日本のソプラノ歌手。ミュージカル女優。プロダクション・タンクに所属していた。徳島県出身。
シアタードラマシティミュージカルスクール卒業。大阪音楽大学音楽科声楽専攻卒業。

## 経歴
母親がピアノ講師という環境で幼少期はピアノを学ぶも中学校時代に声楽に転向。大学卒業後、上京しミュージカル作品に多数出演する。

## 主な出演作品

### ミュージカル
- トラブルショー(シアター1010、坂上由佳理役)
- I have a dream(博品館劇場 ウィピー役)
- Happy Birthday〜鍵の行方〜(シアターバビロン)
- Catch the dream(シアタードラマシティ)
- 文化庁主催本物の舞台芸術観賞「ききみみずきん」(うさぎのぴょん子役)

### オペラ
- こうもり(箕面市民オペラ)
- カルメン(テアトル・フォンテ)

等

### テレビ
- 奇跡体験!アンビリバボー(フジテレビ)

### VP
- 国税庁